# 鬼喊礁
鬼喊礁，国际通称柯林斯礁（英語：Collins Reef）或约翰逊北礁（英語：Johnson North Reef），越南稱孤伶礁（越南语：／），是一座位于南中国海南沙群岛中的珊瑚礁，现为越南实际控制，中华人民共和国、菲律賓及中華民國均称对其拥有主权。

## 地质地形
鬼喊礁是九章群礁的一部分，位于九章群礁的西南端，东西长约1公里，南北长约1.8公里，呈四角形。因此地多暗礁、险滩，风声呼呼作响，因此中国渔民将其成为“鬼喊线”，1983年公布其标准名称为鬼喊礁。

## 地理位置
- 9°46′22″N 114°15′22″E / 9.77278°N 114.25611°E
- 与赤瓜礁相距1.7海里。